# 7. okręg wyborczy w Maryland
Siódmy okręg wyborczy w Maryland co dwa lata wybiera swojego przedstawiciela do Izby Reprezentantów Stanów Zjednoczonych. W 2008 roku w skład okręgu wchodzą części hrabstw Baltimore i Howard, oraz część miasta Baltimore. Przedstawicielem okręgu w 110. Kongresie Stanów Zjednoczonych jest demokrata, Elijah Eugene Cummings.

## Chronologiczna lista przedstawicieli
| | Przedstawiciel           | Data objęcia urzędu | Data opuszczenia urzędu | Partia polityczna    |
| --- | ------------------------ | ------------------- | ----------------------- | -------------------- |
| Okręg został ustanowiony po spisie ludności w 1790 roku.                                                        |                          |                     |                         |                      |
| 1 | William Hindman          | 4 marca 1793        | 3 marca 1799            |                      |
| 2 | Joseph Hopper Nicholson  | 4 marca 1799        | 1 marca 1806            |                      |
| 3 | Edward Lloyd             | 3 grudnia 1806      | 3 marca 1809            |                      |
| 4 | John Brown               | 4 marca 1809        | 1810                    |                      |
| 5 | Robert Wright            | 29 listopada 1810   | 3 marca 1817            |                      |
| 6 | Philip Reed              | 4 marca 1817        | 3 marca 1819            |                      |
| 7 | Stevenson Archer         | 4 marca 1819        | 3 marca 1821            |                      |
| 8 | Robert Wright            | 4 marca 1821        | 3 marca 1823            |                      |
| 9 | William Hayward Jr.      | 4 marca 1823        | 3 marca 1825            |                      |
| 10 | John Leeds Kerr          | 4 marca 1825        | 3 marca 1829            |                      |
| 11 | Richard Spencer          | 4 marca 1829        | 3 marca 1831            |                      |
| 12 | John Leeds Kerr          | 4 marca 1831        | 3 marca 1833            |                      |
| 13 | Francis Thomas           | 4 marca 1833        | 3 marca 1835            |                      |
| 14 | Daniel Jenifer           | 4 marca 1835        | 3 marca 1841            |                      |
| 15 | Augustus Rhodes Sollers  | 4 marca 1841        | 3 marca 1843            | Partia Wigów         |
| Okręg został zlikwidowany po spisie ludności z 1840 roku i ustanowiony ponownie po spisie ludności z 1950 roku. |                          |                     |                         |                      |
| 16 | Samuel Nathaniel Friedel | 3 stycznia 1953     | 3 stycznia 1971         | Partia Demokratyczna |
| 17 | Parren James Mitchell    | 3 stycznia 1971     | 3 stycznia 1987         | Partia Demokratyczna |
| 18 | Kweisi Mfume             | 3 stycznia 1987     | 15 lutego 1996          | Partia Demokratyczna |
| 19 | Elijah Eugene Cummings   | 16 kwietnia 1996    |                         | Partia Demokratyczna |